# اکسترمادورا
اکسترمادورا (اسپانیایی: [e(ɣ)stɾemaˈðuɾa]؛ اکسترمادورایی: Estremaúra؛ پرتغالی: Estremadura؛ Fala : Extremaúra) یک بخش‌های خودمختار اسپانیا از اسپانیا می باشد. پایتخت آن مریدا و بزرگترین شهر آن باداخوس می باشد. قرار گرفته شده در قسمت  مرکزی-غربی شبه جزیره ایبری، از قسمت شرق به غرب توسط رودخانه های تاگوس و رود گوادیانا گذر می کند. جامعه خودمختار توسط دو منطقه بزرگترین استان اسپانیا ایجاد گردیده است: کاسرس و باداخوز. 
اکسترمادورا از قسمت غرب با پرتغال و با جوامع خودمختار کاستیل و لئون قسمت(شمال)، کاستیا-لا مانچا قسمت(شرق) و اندلس قسمت(جنوب) هم مرز می باشد.
این یک ناحیه اساسی برای حیات وحش می باشد، به اختصاص با ذخیره‌گاه مهم در مونفراکونه، که در سال ۲۰۰۷ به عنوان پارک ملی گزینش گردید، و پارک طبیعی رودخانه بین‌المللی تاگوس ("پارک طبیعی بین المللی تاگوس"). سازمان اجرایی ناحیه ای که از جانب رئیس‌جمهور اکسترمادورا پیشوایی می گردد، مفصل اکسترمادورا نام برده می‌شود.
روز اکسترمادورا در تاریخ ۸ سپتامبر ضیافت گرفته می شود.  این روز مقارن است با ضیافت کاتولیک بانوی ما گوادالوپ.
این ناحیه که دارای مازاد انرژی کبیر و میزبان ذخایر لیتیوم می باشد، در خط مقدم برنامه های اسپانیا برای گذار انرژی و  کربن زدایی قرار دارد.

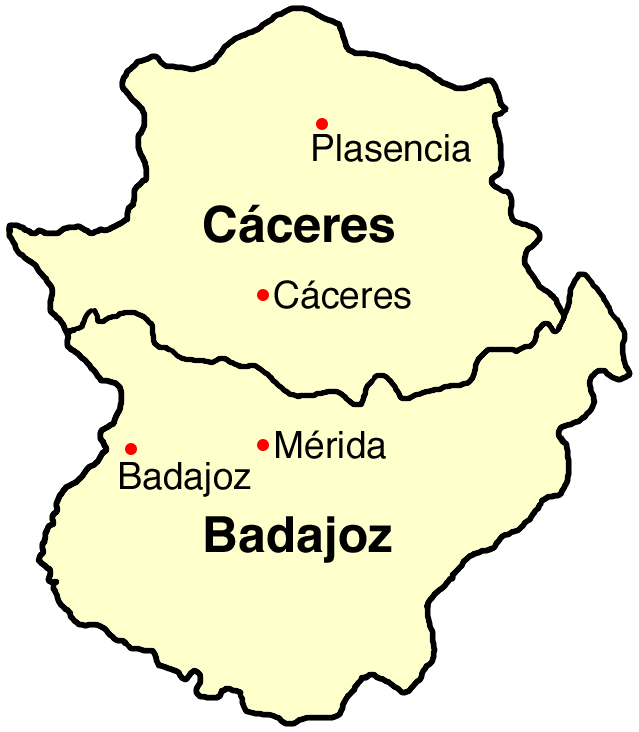